# Franciszek Malik
Franciszek Malik ps. Piorun 2, Brzoza 2, vel Franciszek Maszewicz, vel Franciszek Surowiak (ur. 6 marca 1912 w Bażanówce, zm. 24 sierpnia 2006 w Wielkiej Brytanii) – podporucznik Wojska Polskiego, więzień sowieckich łagrów, oficer Polskich Sił Zbrojnych, Armii Krajowej, uczestnik kampanii wrześniowej, Powstania warszawskiego,  dowódca batalionu „Zaremba” – „Piorun”, major dyplomowany, cichociemny. Zwykły Znak Spadochronowy nr 4441, Bojowy Znak Spadochronowy nr 1569.

## Życiorys

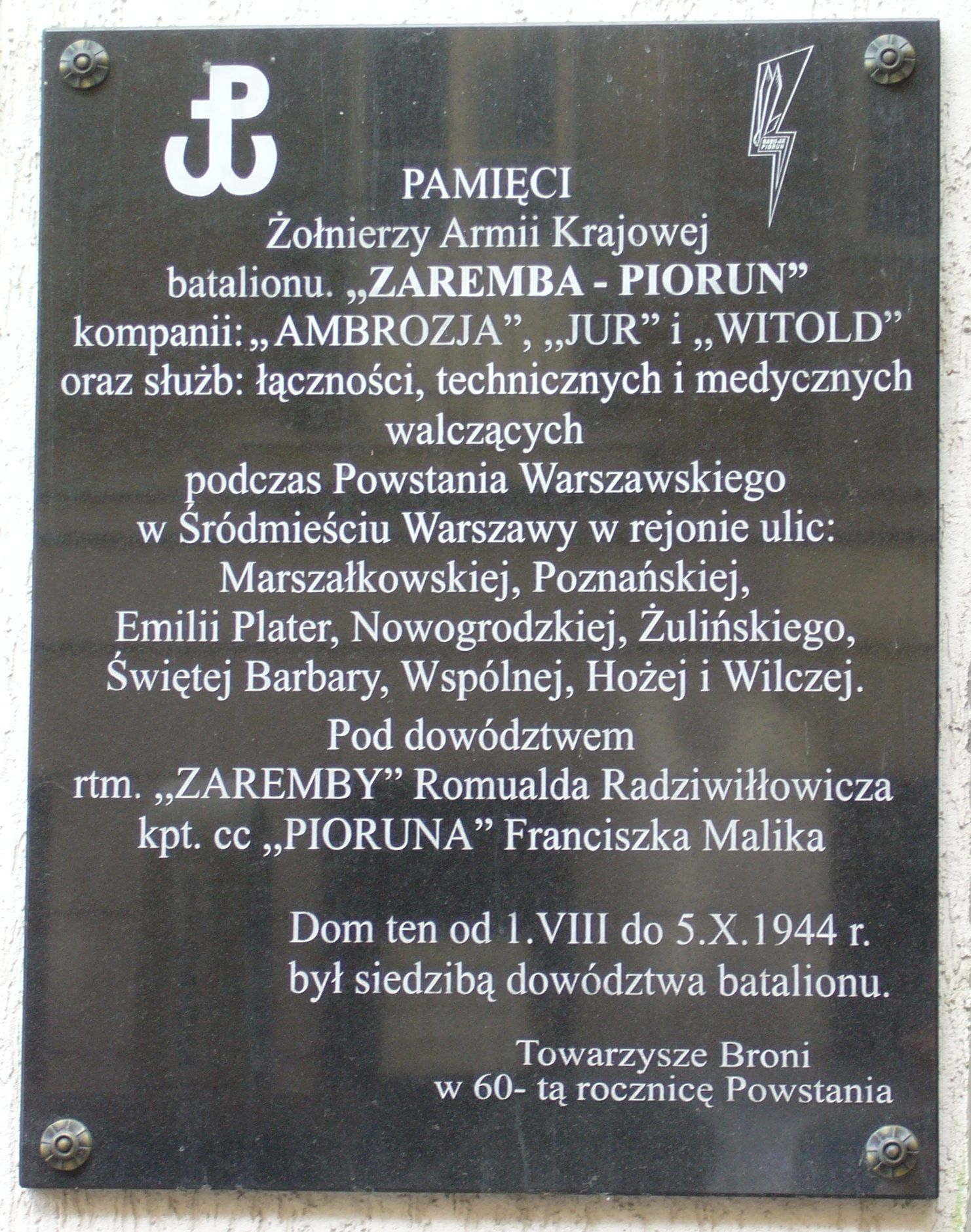
Tablica upamiętniająca walki batalionu AK Zaremba-Piorun i jego dowódców przy ul. Poznańskiej w Warszawie

Urodził się 6 marca 1912 w Bażanówce w rolniczej rodzinie jako syn Andrzeja i Karoliny z domu Surowiak. Uczył się w szkole powszechnej w Bażanówce, od 1924 w pobliskim Jaćmierzu. Od 1926 uczęszczał do Państwowego Gimnazjum im. Królowej Zofii w Sanoku, gdzie zdał egzamin dojrzałości 24 maja 1932 (w jego klasie byli m.in. Mieczysław Granatowski, Zbigniew Wyskiel i Ludwik Warchał – wszyscy również późniejsi żołnierze Wojska Polskiego, w tym dwaj ostatni ofiary zbrodni katyńskiej). 
Wstąpił ochotniczo do wojska, od 18 września 1933 uczestnik kursu Szkoły Podchorążych Rezerwy Piechoty w Zambrowie, po jego ukończeniu, od marca do lipca 1933, na praktyce w 5 Pułku Strzelców Podhalańskich. Od lipca do września 1933 przydzielony do 2 Pułku Strzelców Podhalańskich. Od listopada 1936 w Szkole Podchorążych Piechoty w Ostrowi-Komorowie, po jej ukończeniu awansowany na stopień podporucznika w korpusie oficerów piechoty ze starszeństwem ze starszeństwem z dniem 15 października 1936 i zweryfikowany z lokatą 28. W tym stopniu służył w 2 pułku strzelców podhalańskich w Sanoku do 1939.
W kampanii wrześniowej początkowo jako dowódca 9 kompanii strzeleckiej III batalionu 2 Pułku Strzelców Podhalańskich dowodzonego przez płk. Stefana Szlaszewskiego, w składzie 22 Dywizji Piechoty Górskiej. Od 4 września, po włączeniu 3 batalionu dowodzonego przez mjr. Kazimierza Tumidajskiego w skład 156 Pułku Piechoty Rezerwowego, jako dowódca kompanii w tym batalionie, na szlaku bojowym Kraków – Wieliczka – Bochnia – Tarnów – Brzesko – Lasy Radłowskie. Od 5 września na pozycjach obronnych pod Wiśniową, 9 września batalion tam rozbity i rozformowany.
Po 5 października 1939 wyruszył w kierunku granicy z Węgrami, przeszedł brodem San na tereny okupowane przez Sowietów. 15 października 1939 aresztowany przez NKWD w Worochcie, wraz z por. Janem Kubiakiem, następnego dnia zwolniony w Stanisławowie. Wyruszył ponownie w kierunku granicy z Niagryna, 22 grudnia 1939 wraz z grupą 9 osób aresztowany w rejonie Doliny, w pobliżu granicy z Węgrami. Przez Ludwikówkę, Nadwórna przetransportowany do Stanisławowa, następnie Lwowa, Kijowa, później Gorodni w rejonie Homla. Skazany na trzy lata łagrów, więziony w łagrach w Charkowie, od września 1940 osadzony w łagrze  Małoszujka w obwodzie archangielskim, zmuszany do niewolniczej pracy przy budowie linii kolejowej na bagnach, zachorował na szkorbut. 
Po układzie Sikorski-Majski zwolniony. 10 października 1941 w Buzułuku wstąpił do Polskich Sił Zbrojnych, skierowany do Tatiszczewa, przydzielony jako dowódca plutonu 3 kompanii, następnie dowódca 1 kompanii 13 Pułku Piechoty Ośrodka Zapasowego 5 Dywizji Piechoty.  Po 10 grudnia 1941 ewakuowany do Dżalalabadu (Kirgistan). Po ewakuacji Armii Polskiej do Iranu, od 15 sierpnia w Polskich Siłach Zbrojnych na Zachodzie pod dowództwem brytyjskim. Awansowany na stopień porucznika ze starszeństwem od 11 grudnia 1941. Z Krasnowodzka przez Morze Kaspijskie przerzucony do Pahlevi (Irak), m.in. w obronie pól naftowych w rejonie Mosulu. Od 9 listopada 1942 do 24 stycznia 1943 uczestnik kursu dowódców kompanii (Palestyna), od 18 sierpnia do 3 listopada 1943 kursu dowódców w Centrum Szkolenia Piechoty. 
Zgłosił się do służby w Kraju. Od 4  listopada 1943 w dyspozycji Oddziału Personalnego Sztabu Naczelnego Wodza, przerzucony do Algieru, następnie do Ostuni (Włochy). Przeszkolony ze specjalnością w dywersji na kursach specjalnych dla kandydatów na cichociemnych, m.in. spadochronowym, walki konspiracyjnej, odprawowym (Ośrodek Wyszkolenia nr 10, Ostuni), i in. Zaprzysiężony na rotę ZWZ/AK 14 lutego 1944 w Ostuni, obrał pseudonim Piorun 2. Awansowany na stopień kapitana ze starszeństwem od 1 marca 1944.  
Skoczył ze spadochronem do okupowanej Polski w nocy 30/31 lipca 1944 w sezonie operacyjnym „Riposta”, w operacji lotniczej „Jacek 1" z samolotu Liberator KG-890 „S” na placówkę odbiorczą „Solnica” 110 (kryptonim polski, brytyjskie oznaczenie numerowe pinpoints), w okolicach miejscowości  Podkowa Leśna, 7 km od  Grodziska Mazowieckiego. Razem z nim skoczyli: ppłk. Jacek Bętkowski ps. Topór 2, por. Stanisław Ossowski ps. Jastrzębiec 2, por. Julian Piotrowski ps. Rewera 2, kpt. Zbigniew Specylak ps. Tur 2, ppor. Władysław Śmietanko ps. Cypr.
W Powstaniu Warszawskim od 4 sierpnia 1944 jako zastępca rtm. Władysława Abramowicza, dowódcy odcinka taktycznego „Litwin”, obejmującego obszar pomiędzy ul. Marszałkowską, Wisła, Al. Jerozolimskimi oraz pl. Zbawiciela (Śródmieście Południowe). M.in. w nocy 21/22 sierpnia dowódca ataku na stację telefonów przy ul. Piusa XI 19  (tzw. mała PAST-a). Od 28 sierpnia jako dowódca Batalionu „Zaremba” – „Piorun”, operującego w rejonie pomiędzy  ul. Marszałkowską a ul. Emilii Plater oraz ul. Wilczą a Politechniką, także w rejonie odcinka dowodzonego przez cichociemnego ppłk Jacka Bętkowskiego ps. Topór.  Walczył w Śródmieściu Południowym, m.in. odpierając ataki Niemców na pozycje przy ul. Emilii Plater oraz uniemożliwiając 5 września wypad z gmachu Ministerstwa Komunikacji. 
Po kapitulacji powstania w niewoli niemieckiej, osadzony w stalagu  318 VIII F Lamsdorf oraz oflagach w Sandbostel i Lubece. 2 maja 1945 uwolniony przez żołnierzy 2 Armii Brytyjskiej. Do 6 maja w Lubece, od 7 do 10 maja 1945 w obozie w Luneburgu. 
11 maja 1945 zameldował się w Oddziale VI (Specjalnym) w Londynie, ponownie wstąpił do Polskich Sił Zbrojnych na Zachodzie. Od 30 maja 1945 przydzielony do 4 Dywizji Piechoty I Korpusu Polskiego. Od 20 lipca do 24 listopada 1945 uczestnik kursu przygotowawczego w Crieff do Wyższej Szkoły Wojennej, od stycznia do lipca 1946 uczestnik VI Kursu Wyższej Szkoły Wojennej w Cupar, po ukończeniu mianowany  oficerem dyplomowanym oraz awansowany na stopień majora. Od 16 kwietnia 1947 w Polskim Korpusie Przysposobienia i Rozmieszczenia, 22 lipca 1948 zrezygnował ze służby w PKPiR, zdemobilizowany. 
Pozostał na emigracji w Wielkiej Brytanii, początkowo zamieszkał w polskim obozie w miejscowości Burton on the Wolds, tam w latach 1953–1959 honorowy prezes zarządu obozu oraz nauczyciel w szkole sobotniej. Od 1959 mieszkał w oddalonym o 4 km Loughborough, prezes tamtejszego ośrodka Polonii, działał w Polskiej macierzy Szkolnej oraz Stowarzyszeniu Polskich Kombatantów.  7 marca 1974, w wyniku naturalizacji, otrzymał obywatelstwo brytyjskie.  
Zmarł 24 sierpnia 2006 w Wielkiej Brytanii w Loughborough, pochowany na tamtejszym cmentarzu – grób 11/409.

## Awanse
- podporucznik – ze starszeństwem od 15 października 1936
- porucznik – ze starszeństwem od 11 grudnia 1941
- kapitan –  ze starszeństwem od 1 marca 1944
- major dyplomowany  – lipiec 1946[2]

## Odznaczenia
- Krzyż Srebrny Orderu Wojennego Virtuti Militari[16] (1944)
- Złoty Krzyż Zasługi – dwukrotnie (po raz drugi 3 maja 1985)[17]
- Warszawski Krzyż Powstańczy
- Krzyż Czynu Bojowego Polskich Sił Zbrojnych na Zachodzie
- Medal za Odwagę w Sprawie Wolności (Wielka Brytania)

## Upamiętnienie
Przy skrzyżowaniu z ulic Wspólnej i Poznańskiej w Warszawie został ustanowiony Skwer Batalionu AK „Zaremba-Piorun”, a na nim obelisk z tablicą pamiątkową. Nazwa skweru została nadana w grudniu 1993.